# Faugères (Wein)
Das Weinbaugebiet Faugères liegt in nordöstlicher Nachbarschaft der Appellation Saint-Chinian in der Weinbauregion Languedoc. Die Weinberge umfassen ca. 2.000 Hektar Rebfläche in den sieben Gemeinden Autignac, Cabrerolles, Caussiniojouls, Faugères, Fos, Laurens und Roquessels im Département Hérault. Das Gebiet liegt innerhalb des Städtedreiecks Béziers – Bédarieux – Pézenas. Die Gemeinde Faugères gab dem Gebiet ihren Namen. Die Appellation verfügt seit dem 5. Mai 1982 für den Rotwein über den Status einer Appellation d’Origine Contrôlée (kurz AOC). Im Jahr 2006 wurde der erste Weißwein mit dem Status der AOC vermarktet. Zwei Weinkooperativen sowie 41 Selbstvermarkter teilen sich den Markt von jährlich ca. 80.000 Hektolitern Wein.
Die Weinberge liegen auf einer mittleren Höhe von ca. 250 m ü. NN in starken Hanglagen der Montagne Noire, die geologisch im weiteren Sinne ein Ausläufer der Cevennen ist. Die Weinberge sind häufig terrassiert. Mehr als 80 % der Böden sind einer geologischen Formation mit dem Namen „Monts de Faugères“ aus dem Erdzeitalter des Mississippium (359,2 bis 318,1 mya) zuzuordnen. Die Schieferböden der Region, die in variszisch ausgerichteten Faltenzügen liegen, gehören damit zu den ältesten geologischen Formationen Frankreichs. Der Boden ist ausgesprochen sauer, d. h., er verfügt über einen sehr niedrigen pH-Wert.
Seit dem Weinjahrgang 1995 werden gewisse Spitzenweine unter dem Zusatznamen Trois Tours vermarktet.

## Rebsorten
Generell sind die Erträge auf 50 Hektoliter/Hektar beschränkt.
Rotwein und Roséwein machen 84 % der Anbaufläche aus und bestehen aus den Rebsorten Carignan (Anteil maximal 40 %), Cinsault (maximal 20 %), Grenache und/oder Lledoner Pelut (mindestens 20 %) Mourvèdre (mindestens 5 %) und Syrah (mindestens 15 %).
Weißwein wird aus den Hauptsorten Grenache Blanc (Anteil maximal 70 %), Marsanne blanche (maximal 70 %), Roussanne (30 bis 70 %) und Vermentino (maximal 70 %, der Vermentino wird hier auch Rolle genannt) hergestellt.
Daneben sind die Nebensorten Clairette Blanche, Bourboulenc, Macabeo und Carignan Blanc zugelassen. Der gemeinsame Anteil der Nebensorten darf 10 % nicht überschreiten.